# Drosophila limensis
Drosophila limensis är en tvåvingeart som beskrevs av Crodowaldo Pavan och Patterson 1947. Drosophila limensis ingår i släktet Drosophila och familjen daggflugor.
Artens utbredningsområde täcker Brasilien och Peru.